# Płonia
Die Płonia (deutsch Plöne) ist ein Fluss in der polnischen Woiwodschaft Westpommern. Sie entspringt dem Jezioro Barlineckie (Berlinchener See) und durchfließt in nordwestlicher Richtung den Jezioro Płoń (Plönesee) und den Jezioro Miedwie (Madüsee) in Hinterpommern. Bei Dąbie (Altdamm) mündet die Plöne nach 74 Kilometern in den Jezioro Dabie (Dammschen See).
Der Fluss wurde 1176 erstmals urkundlich erwähnt. Die Mönche des Klosters Kolbatz regulierten Ende des 12. Jahrhunderts den Unterlauf der Plöne, um sie bis zum Dammschen See schiffbar zu machen und neues Ackerland zu gewinnen. Um 1900 war nur noch eine Strecke von 1 Kilometer Länge an der Mündung schiffbar.